# Peucedanum kirungae
Peucedanum kirungae är en flockblommig växtart som först beskrevs av Adolf Engler, och fick sitt nu gällande namn av Minosuke Hiroe. Peucedanum kirungae ingår i släktet siljor, och familjen flockblommiga växter. Inga underarter finns listade i Catalogue of Life.